# No Limit (EXILEの曲)
「No Limit」（ノー リミット）は、EXILEの43枚目のシングル。2013年9月25日にrhythm zoneから発売。

## 概要
前作「Flower Song」から3カ月ぶりのシングルで、2013年第3弾シングル。「CD+DVD」「CDのみ」の2形態で発売。それぞれの初回盤はスリーブケース仕様となっている。「CD+DVD」のジャケット写真では、メンバーがビルの壁面を歩いているデザインになっているが、これには”無限の世界で挑戦を続ける”というメッセージが込められている。
表題曲は、メンバーが出演の日本コカ・コーラ「コカ・コーラ ゼロ」CMソング。
カップリング曲は、前作に続きEXILE ATSUSHIのソロ曲を収録。この楽曲は、「L'EST ROSE」のCMソングとなっている。
DVDには、表題曲のミュージック・ビデオを収録。このビデオのパフォーマーのダンスシーンは、ハリウッドから日本初上陸した特殊撮影機材で撮影された。この特殊機材は、映画『トータル・リコール』（2012年公開）などのハリウッド映画で使用されたものである。

## 収録曲

### CD
1. No Limit
作詞：ATSUSHI / 作曲：BACHLOGIC、FAST LANE、TESUNG KIM、ANDREW CHOI
2. Colorful Love - EXILE ATSUSHI
作詞：ATSUSHI / 作曲：Arno Lucas、Matthew Pittman / 編曲：POCHI
3. No Limit（Instrumental）
4. Colorful Love（Instrumental）

### DVD
1. No Limit（Video Clip）

## カバー
No Limit
- THE RAMPAGE from EXILE TRIBE（2021年、シングル『THE RAMPAGE FROM EXILE』収録）